# آل کلیور
آل کلیور (ایتالیایی: Al Cliver؛ زادهٔ ۱۶ ژوئیهٔ ۱۹۵۱) بازیگر اهل ایتالیا است. او بیشتر به خاطر بازی در فیلم‌های ترسناک و فیلم‌های بهره‌کشی شناخته شده‌است، به‌ویژه فیلم‌هایی به کارگردانی لوچو فولچی، خسوس فرانکو و جو داماتو.
از فیلم‌هایی که وی در آن نقش داشته‌است، می‌توان به آنی، یک ذهن شهوت‌آلود، سال ۲۰۲۰ - گلادیاتورهای آینده، سکس عمیق، شکارچی اهریمن، ماوراء، زامبی ۲، گوشه دنج، دنیای آدم‌خواران و غروب خدایان اشاره کرد.